# Ante meridiem
Ante meridiem, a.m. eller AM, är latin för 'före middag' (alltså förmiddag), och används i vissa språk och länder för att ange att ett klockslag tillhör dygnets första hälft, från midnatt till middag. Klockan "6 AM" betyder sålunda klockan sex på morgonen (06.00). AM motsvaras på svenska av förkortningen f.m. (förmiddag).
Motsatsen heter post meridiem, PM, och klockan "6 PM" är följaktligen klockan sex på kvällen (18.00).